# William Kidd
William Kidd kapitány (kb. 1645 – 1701. május 23.) egy skót tengerész volt, akit kalózkodásért perbe fogtak, majd kivégeztek. Több modern történész úgy gondolja, hogy Kidd megítélése egyszerű kalózként nem teljesen helyénvaló, ugyanis akcióinak nagy részét nem öncélúan, hanem angol felkérésre indította. Bármi is legyen az igazság, tény, hogy akciói a tengereken jóval kisebb pusztítással, és kevesebb halállal jártak, mint a legtöbb kortárs kalózé, ennek ellenére mégis Kidd volt, aki a korban talán a legnagyobb vagyonra tett szert közülük. Már majdnem húsz éve szolgált tengerészként egy privatér hajón a Karib tengeren, amikor  New Yorkba ment, és megházasodott, de folytatta a privatérkodást. 1695-ben Londonban toborzott üzlettársakat nagyobb expedíciókhoz.

## Élete

### Készülés az expedícióra
1695. december 11-én Coote, aki ekkor New York, Massachusetts, és New Hampshire vezetője volt, felkérte Kidd kapitányt, hogy indítson támadást Thomas Tew, John Ireland, Thomas Wake, William Maze és minden velük szövetkező kalóz ellen. A küldetés értelmében az útjába kerülő ellenséges francia hajókat is el kellett pusztítani.
A vállalkozás több tagjának előkelő angol főurak fizettek, úgy mint Orford grófja (Edward Russel), Romney bárója, Shrewsbury hercege (Charles Talbot) és Sir John Sommers. Kidd még egy megbízólevelet is kapott, amelyet maga III. Vilmos angol király írt alá személyesen. A levél értelmében a megszerzett zsákmány 10%-a az angol koronát illette meg. A kapitány, egy ismerősével, Robert Livingston ezredessel kidolgozta az akció részleteit, és kifizette a legénység többi tagját is. Hogy ezt meg tudja tenni, Kiddnek el kellett adnia a saját hajóját, az Antiguát.
Az új hajó, az Adventure Galley azonban teljesen fel volt készítve feladatára. Súlya 284 tonna fölött volt, 34 ágyúval volt fölszerelve, és egy 150 fős legénységgel rendelkezett. Nagy előnye az volt, hogy evezőkkel is irányítható volt, amelyek segítségével szélcsendben is tudtak manőverezni, mikor más hajók képtelenek voltak mozogni. Kidd azt hangoztatta, hogy legénységét személyesen válogatta össze, hogy csak azok szolgáljanak nála, akiket ő a legjobbnak és leglojálisabbnak tart.
Ahogy hajóztak lefelé a Temzén, Greenwichnél elhaladtak egy angol hadihajó mellett, amelynek Kidd valamilyen okból nem szalutált, ahogy azt szokás szerint kellett volna. A hadihajó ezért az Adventure Galley felé lőtt egyet, hogy tiszteletet keltsen a kapitányban, és legénységében. Az erre érkező reakció igencsak meglepte a hadihajó legénységét: Kidd emberei hátatfordítottak nekik, és elkezdték csapkodni a feneküket.
A történtek miatt a H.M.S. Duchess nevű hadihajó kapitánya Kidd legénységének egy részét arra kényszerítette, hogy elhagyják a hajót, és csatlakozzanak a királyi haditengerészethez. A megfogyatkozott legénységgel rendelkező Adventure Galley ezután New York felé indult. Útközben - a parancs értelmében - elfoglaltak egy arra járó francia hajót. A megfogyatkozott legénységet végül New Yorkban sikerült pótolni. A felvett emberek nagy része azonban kemény bűnöző volt, sokan pedig korábban kalózkodással foglalkoztak.
Kidd új tisztjei között volt a kormányos, Hendrick van der Heul is. Kalóz körökben van der Heult a "kapitány után a második ember" címen ismerték. Az azonban nem tisztázott, hogy ezt a titulust ő adta-e magának, hiszen Kidd ebben az időben még egyértelműen nem volt kalóz, így elég valószínűtlen, hogy ilyen címeket adományozott volna beosztottainak. Feltételezések szerint egyébként van der Heul valószínűleg afrikai vagy afroamerikai származású volt, ugyanis a kortárs források többször "kis fekete emberként" írják le. Ezt azonban nem jelenthetjük ki teljes bizonyossággal, ugyanis a "fekete ember" titulust ebben az időben nem csak a fekete bőrű, hanem a fekete hajú emberekre is gyakran alkalmazták. Amennyiben van der Heul mégis afrikai származású volt, az azt jelenti, hogy ő volt a valaha élt, legmagasabb pozícióba jutott fekete kalóz. Később egy kereskedőhajóra került, ahol másodtiszt lett, és sosem ítélték el kalózkodásért.

### Kalózvadászaton
1696 szeptemberében Kidd felszedette az Adventure Galley horgonyát, és elindult a Jóreménység foka felé. Útközben azonban a legénység egy része fellázadt a Comore-szigeteknél az időközben kitört kolera járvány miatt. Bár a lázadást leverték, a helyzet továbbra sem volt biztató, a vadonatúj hajó ugyanis több helyen megsérült, és Kidd a feltételezései szerint Madagaszkár körül hajózó kalózokat sem találta meg. A kapitány ezután Báb el-Mandeb szorosához irányította az Adventure Galleyt, amely köztudottan egy népszerű állomása volt a kalózoknak, azonban itt sem talált senkit. Kidd ezután támadást indított egy Mughal konvoj ellen, amelyet a Brit Kelet-indiai Társaság East Indiaman nevű hajója is kísért, Edward Barlow kapitánysága alatt. Együttes erővel sikerült elhárítaniuk a támadást. A források alapján itt használták először William Kiddre a kalóz szót.
Egyre nyilvánvalóbb volt, hogy a nagyratörő vállalkozás kudarcba fog fulladni. Érthető módon Kidd egyre idegesebbé vált, mivel nem volt biztos benne, hogy zsákmány hiányában fedezni tudja majd kiadásait. A nehézségeket fokozta, hogy a kapitány elmulasztott megtámadni több hajót is, holott számos lehetőség kínálkozott erre. Az elégedetlenség egyre növekedett, és a legénység nagy része dezertált a legközelebbi partraszállás alkalmával. Akik pedig a hajón maradtak, azok körében egyre többször merült fel a lázadás gondolata. Amikor Kidd egy holland hajót hagyott elmenni komoly vitába keveredett egy William Moore nevű matrózzal. A vita végül odáig fajult, hogy a kapitány egy favödröt vágott Moore fejéhez, aki sebeibe néhány nap múlva meghalt. Ennek az epizódnak később komoly szerepe lesz. Rövid idő alatt két hajót foglalt el. Mind a kettő francia zászlót bocsátott fel, tehát joggal hihette hogy eredeti megbízatását teljesíti. 1697 november 27-én a Maiden kereskedelmi vitorlást győzte le és November néven magához csatolta. Nem sokkal később a Quedagh Merchant-ra került a sor. Mint kiderült mindkét hajó  papírokat használt valójában a Britt Kelet-Indiai Társasághoz tartozott. A Quedagh Merchant  kapitánya angol alattvaló volt tulajdonosa pedig Muklis kán indiai nagymogul. Minden olyan kísérlet, ami a hajó zsákmányának visszaadására történt a legénység ellenkezésébe ütközött.
Madaszkár mellett a St. Mary szigetnél találkozott Robert Cuillford kalózkapitány hajójával a Mochával. Kidd meg akarta támadni, de a legénység végleg fellázadt. Cuillfordot választották új kapitánynak Kidd állítólag még azt is a kalóznak köszönheti, hogy életben maradt.Meghagyták neki a zsákmányból neki járó részt, kijavította a Quedang Merchantot, majd elindult hazafelé. Balszerencséjére kerülőt írt le a holland Fűszer-szigetek felé. Itt értesült III. Vilmos amnesztiájáról, ami csak rá és John Averyra nem vonatkozott.

## A tragikus vég
Kidd végül  átkelve az Atlanti-óceánon, kitérőket téve az Anguilla-szigetek felé Bostonban kötött ki, a Hispaniolán vásárolt Antonio vitorláson. Bellemont kormányzó személyesen hallgatta ki. Kidd átadta neki a francia hajópapírokat, ami alatt az általa kifosztott hajók utaztak. Végül vasra verte és kiadta Londonnak. Egy évig tárgyalták az ügyet, ezalatt Kidd a Newgate fegyházban ült. A végtárgyaláson végül is nem kalózkodással vádolták, hanem William Moore matróz meggyilkolásával. 1701 május 8-án kivégezték. Kétszer kellett akasztani, mert elsőre elszakadt a kötél. Testét szurokkal kenték be, majd acélketrecbe zárták, ami csontjait is összetörte.
A Kidd igazát bizonyító francia hajóokmányok 1910-ben kerültek elő.

## Utóélet
Hogy mi lett a Quedang Merchant kincsével a hosszú hazaúton, miért nem adta át Bellemontnak, mai napig rejtély. A romantika irodalma többször emlegeti Kidd kapitány kincsét. A téma legismertebb  feldolgozása Robert Louis Stevenson A kincses sziget című könyve.